# Người Palaung
Người Palaung, tại Trung Quốc gọi là người Đức Ngang (tiếng Trung: 德昂族; bính âm: Déáng zú hay trước đây là người Băng Long (崩龙族, Bēnglóng zú); tiếng Thái: ปะหล่อง) là sắc tộc cư trú ở ở vùng giáp ranh bắc Myanmar, Vân Nam (Trung Quốc) và Thái Lan.
Đại đa số người Palaung sinh sống tại Myanmar, tại đó họ được chính quyền Myanmar công nhận như là một sắc tộc thiểu số trong dân tộc Shan. Tại Trung Quốc, họ hợp thành một trong 56 dân tộc được CHND Trung Hoa chính thức công nhận. Ngoài ra, còn một lượng nhỏ người Palaung sinh sống tại Thái Lan.

## Ngôn ngữ
Ngôn ngữ của người Palaung thuộc về ngữ chi Palaung, một nhóm ngôn ngữ theo phân loại truyền thống nằm trong ngữ tộc Môn-Khmer và theo các phân loại gần đây hơn thì thuộc ngữ tộc Khasi-Khơ Mú, đều nằm trong ngữ hệ Nam Á. Đó là nhóm ngôn ngữ trung gian giữa tiếng Môn và tiếng Khasi (ngôn ngữ sử dụng tại đông bắc Ấn Độ). Theo SIL International thì tiếng Palaung bao gồm 3 phương ngữ, là Palaung Pale, Palaung Rumai và Palaung Shwe.

## Phân bố
Người Palaung chủ yếu sống tại Myanmar, với dân số theo ước tính của SIL International khoảng 546.539 người, trong đó 257.539 người sử dụng tiếng Palaung Pale tại miền nam bang Shan, 148.000 người sử dụng tiếng Palaung Shwe tại miền bắc bang Shan và 137.000 người sử dụng tiếng Palaung Rumai tại miền bắc bang Shan.
Tại Trung Quốc thì các con số tương ứng cho ba ngôn ngữ nói trên là 5.000, 2.000 và 2.000 (số liệu năm 1995). Theo thống kê của điều tra dân số Trung Quốc năm 2000 thì tổng số người Đức Ngang là khoảng gần 18.000 người, sinh sống trong các huyện Vân Nam tỉnh Châu tự trị dân tộc Thái-Cảnh Pha Đức Hoành (huyện Lộ Tây), các địa cấp thị Bảo Sơn, Lâm Thương (huyện Trấn Khang), Phổ Nhị.
Tại Thái Lan chỉ có khoảng 5.000 người sử dụng tiếng Palaung Pale.

## Lịch sử
Năm 1949, những người Palaung sống tại Trung Quốc được gọi chung là người Băng Long và từ năm 1985 trở lại đây gọi là người Đức Ngang theo yêu cầu từ các thành viên của nhóm sắc tộc này.

## Văn hóa
Phần lớn các ngôi nhà của người Palaung làm từ tre, với các kết cấu gỗ. Cửa của mọi ngôi nhà luôn luôn mở về phía đông. Mỗi gia đình nói chung đều có nhà riêng của mình, thường với kiểu nhà 2 tầng. Tầng một được sử dụng làm kho tích trữ lương thảo và chuồng nhốt gia súc, trong khi tầng hai làm nơi ở.
Phụ nữ có y phục tương đối khác biệt theo khu vực mà họ sinh sống. Thông thường họ mặc áo vét ngắn,màu trắng hay đen, được trang trí bằng các núm tua nhung khác màu. Váy, với các họa tiết trang trí màu đỏ thường được mặc nhiều hơn so với quần.
Đàn ông mặc áo vét ngắn màu trắng hay lam với quần dài, rộng. Họ đội trên đầu những chiếc khăn màu trắng hay đen. Tại một số khu vực đô thị, đàn ông có hình xăm trên cơ thể, với hình xăm là hổ, chim hay hoa.
Người Palaung thích uống chè, hầu như nhà nào cũng có trồng chè.

## Tôn giáo
Phần lớn người Palaung theo đạo Phật và các chùa chiền Phật giáo có thể tìm thấy tại phần lớn các thị trấn của họ. Phật giáo cũng hiện diện trong mọi hoạt động thường ngày của sắc tộc này. Khi khoảng 10 tuổi, nhiều đứa trẻ được gửi tới các nhà chùa. Phần lớn sẽ quay về nhà mình trong vòng vài năm sau đó.